# Lampeland
Lampeland is een plaats in de Noorse gemeente Flesberg, provincie Buskerud. Lampeland telt 414 inwoners (2007) en heeft een oppervlakte van 0,45 km².

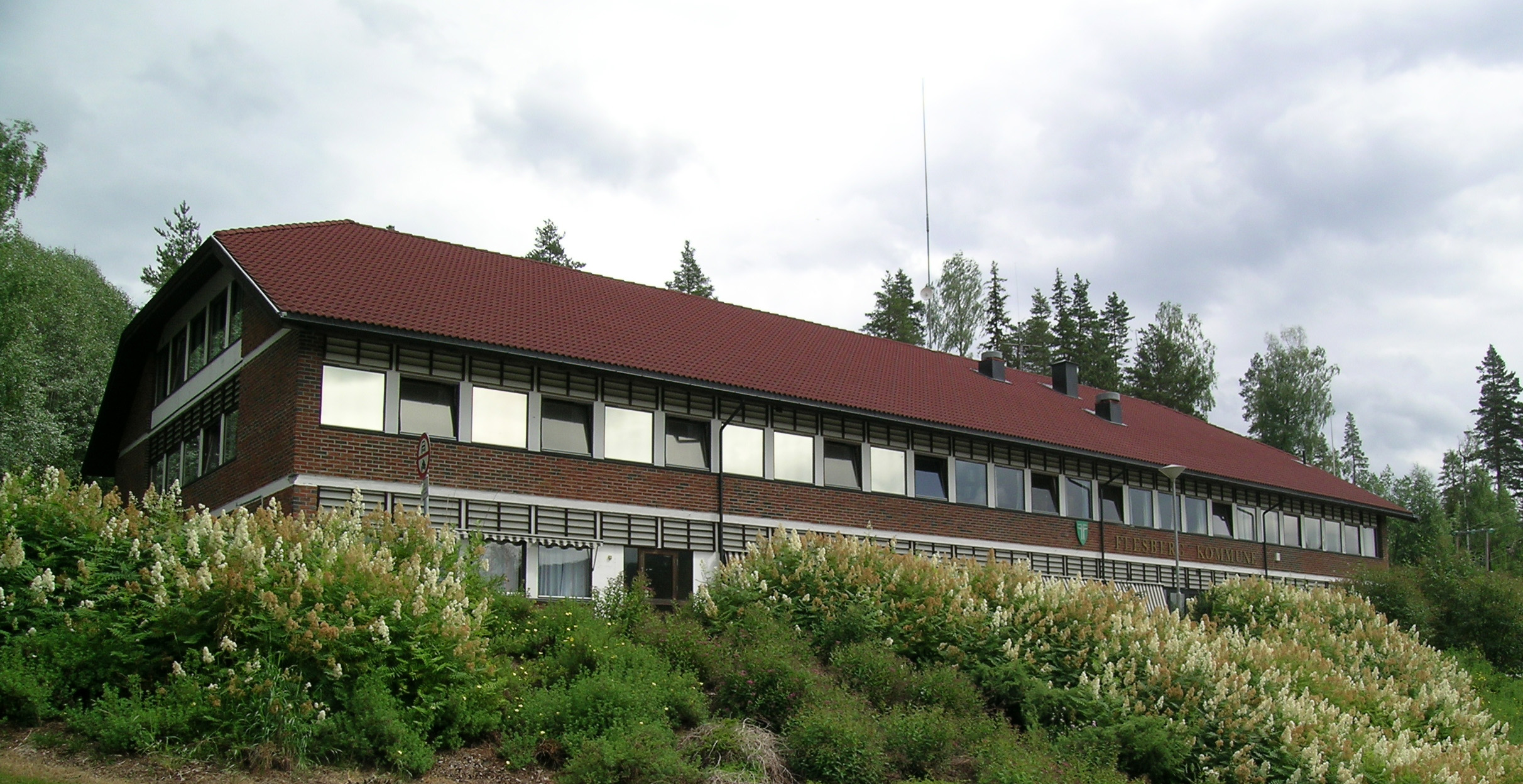
Gemeentehuis
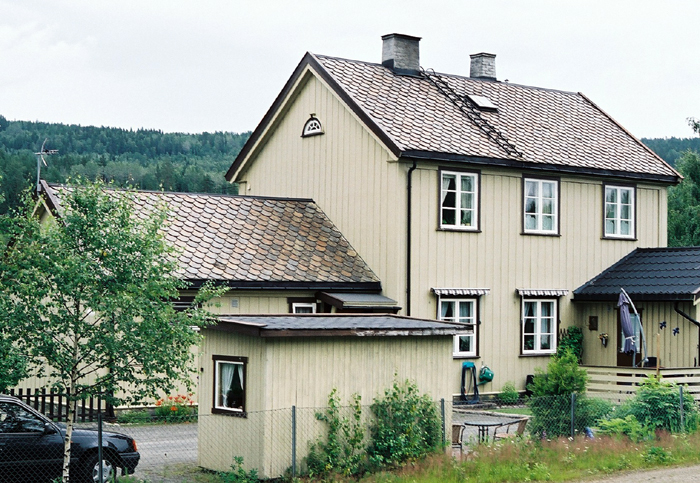
Station